# Interprovincial Rugby Football Union
Pour les articles homonymes, voir Big Four.
La Interprovincial Rugby Football Union (IRFU), communément appelée le Big Four, était une compétition canadienne de football canadien ayant opéré en Ontario et au Québec entre 1907 et 1959. En 1960, elle est devenue la conférence de l'Est de la Ligue canadienne de football, dont elle faisait partie depuis sa fondation en 1958.

## Histoire
C'est le 13 septembre 1907 que quatre clubs pratiquant le sport alors appelé rugby football s'associent pour fonder l'Interprovincial Rugby Football Union. Ces clubs étaient les Tigers de Hamilton et les Argonauts de Toronto, provenant de la Ontario Rugby Football Union (ORFU), et les Rough Riders d'Ottawa et le Montreal AAA Football Club, de la Quebec Rugby Football Union.
Le premier match de la nouvelle ligue a eu lieu le 5 octobre suivant, alors que Montréal bat Toronto 17 à 8. La IRFU était en compétition avec d'autres ligues pour l'obtention de la coupe Grey, créée en 1909, et les Tigers de Hamilton sont la première équipe de la ligue à l'obtenir, en 1913.
De 1925 à 1953, l'IRFU est considérée comme la plus puissante ligue de football canadien, remportant 18 des 26 matches de la coupe Grey disputés durant cette époque. Elle a suspendu ses opérations pendant la Première Guerre mondiale (1916-1918). Durant la Seconde Guerre mondiale, elle a opéré en 1940 et voulait continuer en 1941, mais a dû se mettre en veille de 1941 à 1944.

## Équipes
| Nom                          | Année de création ou d'entrée dans la IRFU | Année de disparition (ou fin de la IRFU en 1959) | Notes |
| ---------------------------- | ------------------------------------------ | ------------------------------------------------ | --- |
| Tigers de Hamilton           | 1907                                       | 1947                                             | Quittent la IRFU en 1948 pour intégrer la Ontario Rugby Football Union. Fusionnent avec les Wildcats de Hamilton pour devenir les Tiger-Cats de Hamilton en 1950. |
| Montreal AAA Winged Wheelers | 1907                                       | 1935                                             | Appelés Montreal Football Club à l'origine. |
| Rough Riders d'Ottawa        | 1907                                       | 1959                                             | Se sont appelés les Sénateurs d'Ottawa (Ottawa Senators) de 1925 à 1930                                                                                           |
| Argonauts de Toronto         | 1907                                       | 1959                                             | |
| Indians de Montréal          | 1936                                       | 1938                                             | |
| Cubs de Montréal             | 1938                                       | 1938                                             | |
| Royals de Montréal           | 1939                                       | 1939                                             | |
| Bulldogs de Montréal         | 1940                                       | 1944                                             | |
| Hornets de Montréal          | 1945                                       | 1945                                             | |
| Alouettes de Montréal        | 1946                                       | 1959                                             | |
| Wildcats de Hamilton         | 1948                                       | 1949                                             | Prennent la place des Tigers de Hamilton en 1948. Fusionnent avec les Tigers pour devenir les Tiger-Cats de Hamilton en 1950.                                     |
| Tiger-Cats de Hamilton       | 1950                                       | 1959                                             | |

Source : CFLdb.